# Искандер Ширали
Искандер Ягуб оглы Ширали (род. 21 ноября 1960, Нефтечала) — Начальник департамента Промышленной Безопасности Государственной нефтяной компании Азербайджанской Республики, доктор наук (2014), иностранный член Российской инженерной академии (2014) профессор кафедры нефти и газа Азербайджанского государственного университета нефти и промышленности (2015). Решением Высшей аттестационной комиссии при Президенте Азербайджанской Республики от 19.04.2024 года Искандеру Ягуб оглы Ширели получил звание профессора в области технических наук по специальности «Машины, оборудование и процессы» за счет его научной и педагогической деятельности.

## Биография
Искандер Ягуб оглы Ширали родился 21 ноября 1960 года в селе Нововасильевкa Нефтечалинского района. 29 ноября 1983 года окончил Азербайджанский Институт Нефти и Химии им. М. Азизбекова по специальности «Горный инженер» с красным дипломом. Женат, имеет 4 детей и 4 внуков.
И. Я. Ширали начал работать в 1983 году в качестве помощника бурильщика в производственном объединении «Каспморнефть» Сангачальского морского управления буровых работ. В 1984 году он работал начальником в этом управлении, а в 1990 году был назначен заместителем начальника управления Районной инженерно-технологической службы № 2 . В 1991—1992 годах работал руководителем Бакинского филиала производственного предприятия «Зонд» в Санкт-Петербурге. С 1992 года работал главным инженером в управлении морского бурения «Гум Адасы», а с 1993 года — начальником этого же управления, с 2006 года — начальником Апшеронского управления буровых работ, с 2007 года — руководитель треста Комплексных буровых работ ГНКАР. С мая 2019 года является начальником Департамента промышленной безопасности ГНКАР.

В 2001 году он получил степень кандидата технических наук и степень доктора наук в 2014 году. С 2014 года является иностранным членом Российской инженерной академии, с 2015 года — профессор факультета нефтегазодобычи Азербайджанского государственного университета нефти и промышленности. Искандер Ширали является соавтором 71 научных работ, 9 патентов, 9 монографий, 8 учебников.

## Научные достижения
Под его руководством трест «Комплексные буровые работы» открыл в 2010 году первое месторождение независимого Азербайджана — месторождение «Умид». Трест также сыграл особую роль в открытии такого крупного месторождения, как «Булла-Дениз». Под руководством Искандера Ширали проводились обширные работы по бурению на месторождениях Гюнешли, Западный Апшерон, на месторождении Нефтяные камни и газовых хранилищах в Карадагском районе Баку. Искандер Ширали является автором многих теорий и методов в области бурения. Впервые в Азербайджане под его руководством трест Комплексных буровых работ пробурил скважину методом горизонтального бурения на месторождении «Пираллахи».

## Награды
- Почётная грамота ГНКАР (2007)[5]
- Медаль «Прогресс» (14 сентября 2009) — в связи с профессиональным праздником азербайджанских нефтяников и 15-летием «Контракта века» за заслуги в развитии нефтяной промышленности страны[6]
- Почётное звание Заслуженный инженер Азербайджана (19 сентября 2012) — за заслуги в развитии нефтяной промышленности Азербайджана[7]
- Орден «Труд» III степени (7 ноября 2017) — по случаю добычи на нефтяных месторождениях Азербайджана промышленным способом двухмиллиардной тонны нефти за заслуги в развитии нефтяной и газовой промышленности[8]

## Список опубликованных трудов
- Ширали Искандер, С.Рзазаде, Р.Ибрагимов, Ш.Бахшалиева, A.Маммедов — Техники и технология бурения нефтегазовых скважин.(Учебник на Азербайджанском языке) Neft-qaz quyularının qazılmasının texnikası və texnoloqiyası «ELM»2020 г., 696 с. — ISBN 978-9952523233
- Ширали Искандер, С.Рзазаде, Р.Ибрагимов, Ш.Бахшалиева, З.Ибрагимов — Предупреждение и ликвидация Газонфтеводо проявления и фонтанов при бурении скважин в сложных геологических условиях.(Противо выбросное оборудование, учебник на русском языке) «ЭЛМ»2020 г., 448 с. — ISBN 978-9952495767
- Ширали Искандер, — Современные проблемы нефтегазового инжиниринга (Учебник на Азербайджанском языке). Neftqaz mühəndisliyinin müasir probləri «ELM»2019 il., 496 s. — ISBN 978-9952514936
- Ширали Искандер, Гасанов Рамиз — Бурение скважин: Инновационная техника и технология (Russian Edition) LAP Lambert Academic Publishing (February 13, 2015)[10] — ISBN 978-3-659-58375-9[9]
- Hasanov, R.A., Shirali, I.Y., Ramazanov, F.A., Zeynalov, A.I, Kazimov, M.I., Musevi, S.A., Gasimova, T.M. and Babaev, A.M. International Journal of Development Research[10] MODELLING OF MECHANICAL PERFORMANCES FOR PLANAR SOFC DEVELOPMENT
- Ширали И. Я. О механизме самопроизвольного искривления трассы наклонного ствола при бурении забойными двигателями. Сборник тезисов республиканской конференции молодых ученых и аспирантов Баку, АГНА.
- Ширали И. Я. Новые технические разработки элементов КНБК. Баку, Чашыоглы, 2000, 147с.
- Ширали И. Я. Оптимизация геометрии режущих элементов вооружения породоразрушающего инструмента. Международная конференции Породоразрушающий и металообрабатывающий инструмент-техника и технология его изготовления и применения. (18-25) 06.2010, вып.13, Киев Украина.
- Ширали И. Я. Оптимизация профиля промывочных насадок породоразрушающих инструментов. Международная конференции Породоразрушающий и металообрабатывающий инструмент-техника и технология его изготовления и применения. (18-25) 06.2010, вып.13, Киев Украина.
- Ширали И. Я. Породоразрушающие инструменты и пути их модернизации. Баку, АГНА, 2011 г.
- Ширали И. Я. Бурение наклонно-направленных скважин с горизонтальным окончанием. Баку, АГНА, 2011, часть I
- Ширали И. Я. Бурение наклонно-направленных скважин с горизонтальным окончанием. Баку, АГНА, 2011, часть II
- Ширали И. Я. Оценка работоспособности бурового машинного агрегата. Баку, АГНА, 2011 г.
- Ширали И. Я. Разработка нового параметрического ряда магнитных ловителей на основе энергетических магнитных захватных механизмов. Международная конференция «Нефть и Газ Западной Сибири». Том III.(20÷22).10.2011.
- Ширали И. Я. Обратный метод оценки энергоемкости разрушения пород при забойной зоны с учётом показателей их свойств. ADNA, " Neftin, qazın geotexnoloji problemləri və kimya " . XII cild, Bakı, 2011.
- Ширали И. Я. Влияние реомеханических свойств горых пород на энергоемкость их разрушения. ADNA, " Neftin, qazın geotexnoloji problemləri və kimya " . XII cild, Bakı, 2011.
- Ширали И. Я. Разработка и внедрение механизма для создания дополнительной нагрузки на буровой машинный агрегат. Журнал « Азербайджанское Нефтяное Хозяйство» (АНХ) Qəbul edilib 11.2011.
- Ширали И. Я. Исследование устойчивости окружающего массива пород стенок горизонтального ствола наклонно-направленных скважин. Москва, Специализированный журнал «Бурение и Нефть». 01.2012.
- Ширали И. Я. Разработка методов расчета участков профилей наклонно-направленных скважин по результатам анализа промыслово-статической информации.
- Ширали И. Я. Разработка и исследовании опорноцентрирующего устройства низа бурильной колонны для проводки ствола наклонно-направленных скважин. Труды международной научно-технической конференции «Научные проблемы Заподно-Сибирского нефтегазового региона: гуманитарные естественные и технические аспекты» Тюмень 1999, с.60-61.
- Разработка и внедрение новых технических средств и технологии для улучшения показателей бурения[11]
- Şirəli İ.Y. Maili quyu lüləsində yönəldilməyən qazma kəmərinin aşağı hissəsinin tədqiqi. ADNA,Elmi əsərlər, № 3, 1998.
- Şirəli İ.Y., Sadıqov S.X. Homeopatiyanın ikinci prinsipini tətbiq etməklə qazıma məhlulunun ilk kimyəvi işlənməsi. Dövlət elm və texnika komitəsi , Elm və texnikanın yenilikləri № 1 (5) , 2001
- Şirəli İ.Y., Sadıqov S.X. Neft və qaz quyularının qazılmasında məhlulların kimyəvi işlənməsi zamanı ehtiyatlara qənaətli texnologiyanın tətbiqi. Faktor-4 elmi-təcrübi konfransın məruzələr toplusu, Bakı-2001.
- Şirəli İ.Y. İstinad mərkəzləşdirici elementsiz qazma kəmərinin aşağı hissəsinin tədqiqi. ADNA, Elmi əsərlər,1998 № 8 s21-27
- Şirəli İsgəndər Yaqub oğlu-Renovasiya texnologiyalarının quyudaxili alət və avadanlıqları (tutucu alətləri), dərs vəsaiti, 2015[12]
- Şirəli İsgəndər Yaqub oğlu-Renovasiya texnologiyalarının quyudaxili alət və avadanlıqları (suxurdağıdıcı alət və avadanlıqlar), dərs vəsaiti, 2015[13]
- Azərbaycan Mühəndislik Akademiyasının jurnalı[14] (Dənizdə yerləşən «Ümid-12» quyusunun yan lüləsinin mürəkkəb geoloji şəraitdə böyük diametrli quyruq kəməri ilə birləşdirilməsi təcrübəsi)
- Azərbaycan Neft təsərufatı jurnalı[15] (Перспективы нефтегазоносности нижнего отдела продуктивной толщи в свете новых данных, полученных на месторождении Булла-Дениз)

## Патенты
- И. Я. Ширали — Двух камерный вязко-пластичный уплотнительный пакер. Патент № 20090221, 2009.
- И. Я. Ширали — Калибратор установки механизмов с высокой производительностью. Патент № а20090201, 2009.
- И. Я. Ширали — Способ бурения при наклонно направленном бурении горизонтальных стволов Патент № а20090270, 2009.
- И. Я. Ширали — Бур с двухуровневым гидромониторным эффектом. Патент № а020100003, 2010.
- И. Я. Ширали, Амирова Р. Г. Gülglizli AS , Аббасов С. А., Х. Гасанов — Сегментированные фланцевые соединения. Патент № 20060254.